# Michael O'Brien (voormalig streaker)
Michael O'Brien is een Australisch voormalig streaker. Als jong accountant werd hij in 1974 opgepakt na een streakeractie tijdens een rugby-interland in Groot-Brittannië.
Terwijl de naakte O'Brien (met baard en lang haar) van het veld werd afgedragen, hield een bezorgde agent een bolhoed voor zijn kruis. Het commentaar van de agent: Het was een koude dag - hij had niets om trots op te zijn.
De daarvan gemaakte foto ging de wereld rond en werd later gebruikt voor twee reclamecampagnes.
Het streaken van O'Brien betrof een eenmalige gelegenheid ten gevolge van een weddenschap. Jaren later vertelde hij in een vraaggesprek op televisie spijt te hebben een wereldwijde trend in gang te hebben gezet.